# Dead Snow
Dead Snow (Død snø) è un film del 2009 diretto da Tommy Wirkola. Il film mescola la commedia con lo splatter.

## Trama
Un gruppo di studenti di medicina si reca in una baita sperduta tra le nevi della Norvegia per una vacanza di relax e per un po' di rapporti sessuali tra amici. Arrivati a destinazione vengono avvicinati da un burbero signore di nome Turgåer che racconta loro una leggenda del paese. L'uomo racconta che sessantacinque anni prima, durante la seconda guerra mondiale un gruppo di soldati nazisti comandati dal colonnello Herzog portò scompiglio tra la popolazione, torturando ed uccidendo gli abitanti, finché un giorno si rivoltarono contro i soldati, che scapparono nei boschi portandosi con sé tutto l'oro e gli oggetti preziosi del villaggio. Ma i malcapitati studenti scopriranno che i soldati della leggenda si aggirano tra le terre innevate sotto forma di famelici zombie.
Gli studenti dovranno difendersi in tutti i modi dagli zombie in uniforme, dando vita ad una cruenta battaglia tra teste mozzate, gole recise e litri di sangue che scorreranno sulla candida neve. Vegard, un ragazzo del gruppo, decide di andare a cercare Sara, la sua fidanzata che non è ancora arrivata nell'abitazione. Invece di incontrare lei, incontra Turgåer. L'uomo è stato brutalmente ucciso e Vegard comprende che c'è una grave minaccia all'orizzonte.
Cerca dappertutto la ragazza, urlando il suo nome ai quattro venti, ma nessuna risposta. La sua ricerca ha termine quando finisce intrappolato in un fosso. I ragazzi all'interno dell'abitazione, ignari di quello che sta succedendo al di fuori delle quattro pareti, si divertono bevendo e avendo rapporti sessuali, e si accorgono che qualcosa non va soltanto quando Chris, una delle ragazze, scompare misteriosamente. Martin e gli altri partono alla ricerca della loro amica, ma quando trovano la sua testa mozzata rimangono traumatizzati. Il gruppo di ragazzi si rifugia dentro la casa, e si arma con coltelli e fucili per difendersi dall'attacco degli zombie.
Il loro arsenale, non si dimostra sufficiente per affrontare i non morti e per questo Erlend viene ucciso. Vegard, riesce a liberarsi dalla fossa dov'era caduto e si rifugia in una caverna, dove trova il cadavere di Sara. Ingaggia poi la lotta con vari non morti, uscendo vincitore ma venendo morso. Le ragazze, capendo che rimanendo dentro la casa non ci sarebbe stata alcuna speranza di salvezza, si dirigono alla loro automobile. Per la strada, le adolescenti si separano e Liv perde la vita. Martin e Roy, gli ultimi rimasti dentro la casa, si scontrano con il gruppo di nazisti non morti. Messi alle strette, i due verranno salvati da Vegard e dalla mitragliatrice che ha rubato allo zombie ucciso.
Il loro trionfo durerà poco, visto che Vegard verrà ucciso, e anche Hanna, la fidanzata di Martin, verrà squartata accidentalmente
proprio da quest'ultimo. Martin, morso al braccio, è costretto a tagliarselo, impedendo la mutazione in zombie. Il ragazzo, insieme a Roy, l'ultimo rimasto oltre lui, incontrano il capo dei nazisti non morti, il colonnello Herzog, che scaglia contro di loro un esercito di zombie. Roy, rimane ucciso, e quando questo succede, i non morti gli sfilano l'orologio preso tempo addietro, quando lui e gli altri ragazzi trovarono una cassa piena di gioielli. Martin, capisce così che i nazisti rivogliono indietro il loro tesoro. L'uomo li accontenta, ed è così libero di tornare a casa. Quando però arriva alla sua macchina, capisce di avere ancora un gioiello con sé. Il film termina con il colonnello Herzog che colpisce il finestrino della macchina di Martin.

## Distribuzione
Il film è stato distribuito nelle sale cinematografiche norvegesi il 9 gennaio 2009, successivamente è stato presentato negli Stati Uniti al Sundance Film Festival per poi essere distribuito in un numero limitato di copie a partire dal giugno 2009. È stato distribuito in Italia in DVD dal 21 novembre 2012.

## Sequel
Nel 2014 il film ha avuto un sequel: Dead Snow 2: Red vs Dead.

## Curiosità
- Nella scena in cui Martin e Roy si avventano contro gli zombie, si può notare che Roy mostra alla telecamera il modo in cui incrocia le sue armi, in modo da formare il famoso logo della falce e martello, classico riferimento al socialismo prima e del comunismo poi.
- La scena in cui Martin è costretto ad auto-amputarsi un braccio, usando una motosega, è un chiaro riferimento al film La casa 2 di Sam Raimi.

## Riconoscimenti
Il film è stato candidato a 4 Scream Awards 2009.